# Grand feu de Saint-Cloud

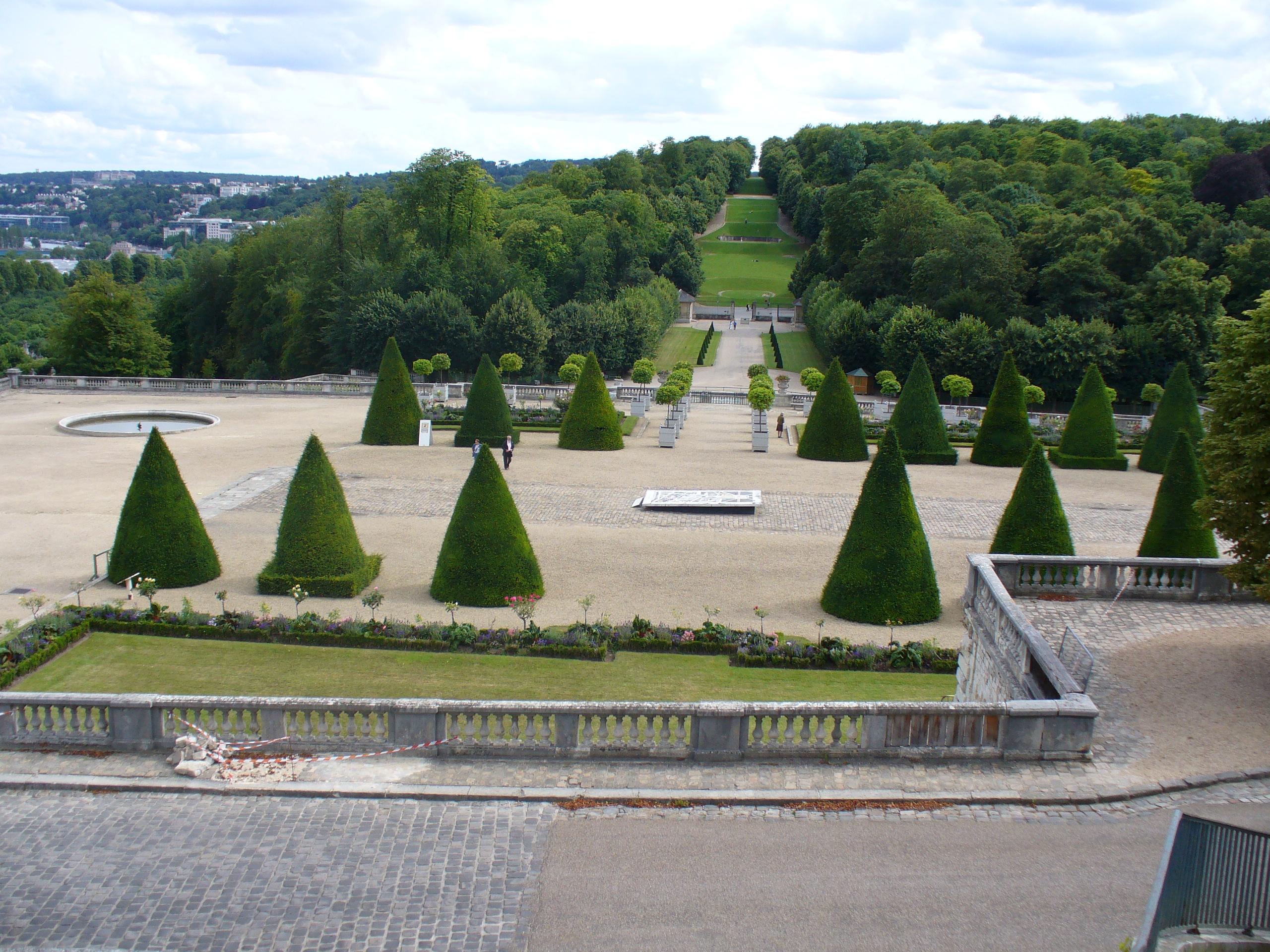
Le parc de Saint-Cloud d’où est tiré le feu.

Le grand feu de Saint-Cloud est un feu d'artifice tiré tous les ans, au début du mois de septembre, dans le parc de Saint-Cloud (Hauts-de-Seine), en France. Créé en 2008, ce feu d'artifice est le plus grand d’Europe selon les organisateurs.

## Le spectacle
Le spectacle dure près de deux heures et est constitué d’une trentaine de tableaux. Les tableaux sont calés sur la bande-son ou alors sont tirés selon la technique du « feu sec », c’est-à-dire sans accompagnement sonore.
L’édition 2013 est organisée par 120 techniciens dont une vingtaine d'artificiers. Il y a 4 500 ordres de tirs et 60 000 projectiles. 
En 2013, pour le 400e anniversaire de la naissance d’André Le Nôtre qui a dessiné le parc de Saint-Cloud, le feu lui rend hommage en s’inspirant fortement des feux d'artifice tirés à l’époque de Louis XIV à Versailles.
Le créateur et organisateur est Patrick Jolly, cofondateur de De Particulier à Particulier,. Jean-Éric Ougier est le directeur artistique en cohésion avec d'autres concepteurs de l'entreprise Fêtes et Feux après en avoir été l'artificier,.

## Financement
Son coût dépasse le million d’euros, dont environ 700 000 euros pour le feu en lui-même, le reste étant les plans media et de communication. Bien que les 23 000 places soient payantes, elles ne financent qu’une partie du spectacle,, des fonds privés finançant l’autre partie.